# Jjapaguri
Jjapaguri ou chapaguri (en coréen : 짜파구리), également connu en anglais sous le nom de ram-don, est un plat de nouilles coréen composé d'une combinaison de chapagetti et de neoguri, deux types de nouilles instantanées produites par Nongshim. Irene Jiang d'Insider l'a décrit comme une « nourriture réconfortante ». Jennifer Jung-Kim, professeur d'études sur l'Asie de l'Est à l'université de Californie, l'a décrit comme « un aliment réconfortant économique » et Coughlin elle-même l'a décrit comme « un plat uniquement coréen ».

## Histoire
Le jjapaguri a pris de l'importance sur le web et dans les pochas en Corée du Sud lorsqu'il a été présenté dans un épisode de Dad! Where Are We Going? (en) en 2013.
Darcy Paquet, le traducteur en anglais du film Parasite (2019), a rendu le plat, présenté dans le film, comme ram-don, signifiant rāmen-udon. La version anglaise du film montre des paquets étiquetés en anglais « ramyeon » et « udon » pour souligner aux anglophones comment le nom a été créé. Darcy Paquet croyait que le mot ram-don n'existait pas auparavant car il n'a trouvé aucun résultat sur Google. Les gens ont commencé à publier des vidéos sur la façon de préparer le plat sur YouTube après la distribution du film. La nouvelle popularité du plat a également conduit Nongshim, le fabricant des deux produits, à commencer à vendre un unique paquet de nouilles instantanées Chapaguri.